# 达米安·基奥
达米安·托马斯·基奥（英語：Damian Thomas Keogh，1962年2月1日—），出生于维多利亚州墨尔本，澳大利亚前职业篮球运动员，他在1980年至1995年期间效力于澳大利亚全国篮球联赛（NBL）。他还代表澳大利亚参加了1984年夏季奥运会，1988年夏季奥运会和1992年夏季奥运会男子篮球比赛。